# OltrepoVoghera
L'Associazione Sportiva Dilettantistica OltrepoVoghera, meglio nota come OltrepoVoghera, è stata una società calcistica italiana che rappresentava le città di Stradella e Voghera (proponendosi inoltre di rappresentare generalmente l'intero territorio dell'Oltrepò Pavese), in provincia di Pavia.
Costituita nel 2013, ha rilevato la tradizione sportiva del preesistente S.B.C. Oltrepò risalente al 1920. Al termine della stagione 2018-2019, disputata in Serie D e conclusa con la retrocessione in Eccellenza, ha cambiato denominazione per subentrare alla tradizione sportiva della Vogherese.

## Storia

### Le origini del calcio a Stradella
La prima formazione calcistica di Stradella nasce nel 1920 con la costituzione della sezione calcio della Società Ginnastica Stradellina, che si iscrisse alla Terza Divisione Lombardia nel 1922; ottenuta la promozione in Seconda Divisione Nord nel 1929, nel 1931 cessa l'attività. Le subentra nello stesso anno l'Associazione Calcio Ezio Sclavi di Stradella, che si affilia al neonato U.L.I.C. e due anni più tardi passa alla FIGC, ripartendo dalla categoria abbandonata dalla preesistente S.G. Stradellina. L'esperienza cessa nuovamente nel 1935, allorché l'Ezio Sclavi è costretta a interrompere l'attività a causa della partenza di molti giocatori per la guerra d'Etiopia.

### Dal secondo dopoguerra al primo fallimento
L'attività calcistica stradellina a livello regolare riprenderà soltanto nel 1943, anno in cui rinasce la Società Ginnastica Stradellina. Dopo aver disputato il Torneo Misto Serie C-Prima Divisione, nel 1945 si iscrive alla Serie C nazionale.
Dopo due retrocessioni di fila nel 1948 e 1949 e alcuni anni trascorsi tra Promozione e Prima Divisione, nel 1957 la Stradellina si unisce all'Associazione Calcio Ragazzi Primavera, mutando denominazione in Società Ginnastica Stradellina Primavera. Il nuovo sodalizio disputa due stagioni nel Campionato Lombardo Dilettanti, per poi stabilizzarsi in Prima Categoria fino al 1982, con eccezioni nelle stagioni 1965-66 in Seconda Categoria e 1977-81 in Promozione. Nel 1982, dopo essere retrocessa in Seconda Categoria, l'S.G. Stradellina Primavera dichiara il fallimento e cessa l'attività.

### La ripresa e la nascita dell'Oltrepò

Una formazione dell'Oltrepò nel campionato di Serie C2 1992-1993

Nel 1981 si iscrive alla Terza Categoria il neonato Football Club Stradella 1981, che assume la guida del movimento calcistico stradellino. Ripescato in Seconda Categoria nel 1983, il club cambia nome in Società Calcistica Stradellina 1981 e nel 1984 si unisce all'Unione Sportiva Portalberese di Portalbera, dando vita all'Unione Sportiva Oltrepò, basata a Stradella, che rileva il titolo sportivo portalberese e viene quindi ammessa al campionato di Promozione.
Dopo due stagioni concluse con altrettante promozioni consecutive, l'Oltrepò conquista la Serie C2; seguono nove anni di altalena tra essa e il campionato Interregionale (5 stagioni in Serie C2, 4 in Interregionale). Nel 1993 l'Oltrepò retrocede in Eccellenza, ove rimane fino al 2000, quando un'ulteriore retrocessione lo relega al campionato di Promozione.
Nel 2001 l'U.S. Oltrepò si unisce al Football Club Bronese, creando la Società Calcistica Oltrepò Bronese Stradella che si iscrive alla Promozione, da cui tuttavia retrocede immediatamente in Prima Categoria. L'anno successivo vede l'immediata risalita in Promozione e un nuovo cambio di denominazione: la società adotta infatti il nome Associazione Calcio Oltrepò Stradella.

### Dal secondo fallimento al S.G. Stradellina
Nel corso delle tre successive stagioni in Promozione, l'A.C. Oltrepò Stradella entra progressivamente in crisi finanziaria, che nel 2006 sfocia nel fallimento e nella trasmissione del titolo sportivo alla neonata Società Ginnastica Stradellina, che garantisce il mantenimento della categoria per le tre stagioni successive.

### S.B.C. Oltrepò
Nel 2009 l'S.G. Stradellina si fonde con il FootBall Club Casteggio Broni (militante in Serie D) che cambia pertanto denominazione in Stradella Broni Casteggio Oltrepò S.r.l.
Il nuovo sodalizio viene subito retrocesso in Eccellenza, rimanendovi per le 3 stagioni seguenti, in cui sfiora costantemente la promozione.

### Gli anni dell'OltrepoVoghera
Nell'estate del 2013 la S.B.C. Oltrepò si unisce all'Associazione Sportiva Accademia Team Anni Verdi Voghera (attiva col solo settore giovanile). La fusione viene patrocinata dal comune di Voghera (in concomitanza con la cessazione dell'attività della AC Voghera, storica squadra cittadina) e dà vita all'Associazione Sportiva Dilettantistica OltrepoVoghera, che mantiene la sede sociale a Stradella, adottando però come sede delle gare casalinghe lo stadio Giovanni Parisi di Voghera.
Il nuovo sodalizio debutta in Eccellenza (rilevando la matricola FIGC del S.B.C. Oltrepò), vincendo il proprio girone e conquistando la promozione in Serie D.
Dopo la partecipazione a cinque campionati consecutivi di Serie D, al termine della stagione 2018-19 l'OltrepoVoghera retrocede in Eccellenza e viene rilevato dall'imprenditore Oreste Cavaliere, che ne utilizza la matricola per rifondare la Vogherese.
Il nome "Oltrepò" viene riportato nel calcio nel 2022 con la fondazione dell'Oltrepò FootBall Club, previa fusione dei club dilettantistici del Varzi e del Broni, senza però nessun legame formale o sostanziale con le previgenti esperienze.

## Colori e simboli

### Colori
L'OltrepoVoghera adotta quali colori sociali il rosso, il nero, il bianco e l'azzurro. Le prime due tinte rappresentano la città di Voghera (essendo dominanti nello stemma araldico comunale ed egualmente adottati dal vecchio Voghera Calcio), mentre le seconde sono mutuate dal blasone civico di Stradella. Tendenzialmente i colori rosso e nero godono di una preminente importanza.
Non esiste un modello fisso di maglia: dal 2013 il club ha adottato varie soluzioni grafiche. Si osserva comunque una prevalenza dei colori rosso-neri sulle maglie interne, mentre le maglie esterne adottano tinte variabili dal blu al bianco.

### Stemma
Lo stemma sociale è costituito da uno scudo svizzero quadripartito con bordi e fasce divisorie dei quarti color ocra: nei due cantoni superiori sono collocati gli stemmi araldici delle città di Stradella e Voghera (sormontanti le rispettive denominazioni comunali a caratteri neri), mentre i due cantoni inferiori sono palati di rosso e nero a sinistra e di bianco e azzurro a destra. Accavallata ai due cantoni inferiori è raffigurata la silhouette della mappa della provincia di Pavia, al centro della quale è collocata il monogramma OSV (acronimo di Oltrepò-Stradella-Voghera). La denominazione sociale, a caratteri stampatelli neri, è inscritta nella fascia di inquartamento trasversale.
La primissima versione dello stemma (poi divenuta desueta) differiva dal suddetto per i colori meno accesi, il minor numero di strisce presenti nei quarti inferiori, l'assenza del bordo ocra attorno allo scudetto, differenti caratteri tipografici nelle parti testuali, differente aspetto dei due stemmi civici e la presenza sulla mappa provinciale di due piccoli palloni da calcio in corrispondenza della posizione delle due città di afferenza del club (i cui nomi erano scritti accanto ai palloni stessi).

Stemma del S.B.C. Oltrepò
Primo stemma dell'OltrepoVoghera
Versione successiva dello stemma dell'OltrepoVoghera

## Strutture

### Stadio
Il principale impianto calcistico di Stradella è lo stadio Gaetano Scirea, che ha ospitato le gare casalinghe dei club antesignani dell'OltrepoVoghera fino al 2013, anno in cui è stato riservato allo svolgimento della preparazione estiva, delle gare del settore giovanile e di alcune gare amichevoli.
Fin dalla propria costituzione l'OltrepoVoghera ha invece optato per disputare le partite interne allo stadio Giovanni Parisi di Voghera, messo a disposizione dall'amministrazione comunale. Dedicato alla memoria del pugile oro olimpico nel 1988 e scomparso in un incidente stradale nel marzo del 2009, dispone di 4.000 posti divisi in una tribuna centrale (unico spalto coperto), una gradinata, una curva a nord e un'ulteriore gradinata ad est (parzialmente adibita a settore ospiti).

### Centro di allenamento
La prima squadra e il settore giovanile svolgono la preparazione presso i campi sportivi Vanoni, Medassino, Pizzale, Silvano Pietra, Rivanazzano e Oratorio Barnabiti di Voghera.

## Calciatori
Ha militato nella Stradellina: Ezio Sclavi.
Hanno militato nell'Oltrepo: Corrado Verdelli (uno scudetto con l'Inter), Gabriele Bongiorni (sedici presenze in serie A con l'Ascoli), Luca Lomi (in Serie B con Como, e Verona), Ernestino Ramella (in serie A col Varese, 82 presenze con l'Oltrepò dal 1987 al 1990) e Fabio Gallo, ex di Torino, Atalanta, Brescia e Novara e Caniato Max, ex di Udinese, Chievo, Venezia e Torino.
Celebri anche gli allenatori Paolo Sollier, protagonista di una salvezza in serie C2 nella stagione 1989-90, terminata al decimo posto e Giuseppe Sannino, sulla panchina dei lombardi per la prima parte della stagione 1996-97 di Eccellenza.
Il capitano della squadra nella stagione 2009-2010 è stato Stefano Rossini che vanta più di 10 anni di militanza in squadre di massima categoria, nonché vincitore del Campionato europeo di calcio Under-21 1992 con la nazionale italiana.

## Palmarès

### Competizioni nazionali
- Campionato Interregionale: 3

1985-1986 (girone B), 1987-1988 (girone B), 1991-1992 (girone D)
- Trofeo Jacinto: 1

1991-1992

### Competizioni regionali
- Eccellenza: 1

2013-2014 (girone A)
- Promozione: 1

1984-1985 (girone D)

### Altri piazzamenti
- Eccellenza:

Terzo posto: 1995-1996 (girone C)
- Coppa Italia Serie D:

Finalista: 2015-2016

## Statistiche e record

### Partecipazione ai campionati
| Categoria          | Partecipazioni | Debutto   | Ultima stagione |
| ------------------ | -------------- | --------- | --------------- |
| C                  | 8              | 1945-1946 | 1992-1993       |
| D (Interregionale) | 10             | 1985-1986 | 2018-2019       |
| Ecc.               | 10             | 1994-1995 | 2013-2014       |